# Niskie kopnięcie
Niskie kopnięcie (ang. low kick) – kopnięcie polegające na uderzeniu stopą lub piszczelem w nogę przeciwnika (najczęściej w udo). Używane jest w niektórych sztukach i sportach walki takich jak kick-boxing, boks tajski, boks birmański czy MMA). W zależności od regulaminu danego sportu można zadawać to uderzenie w zewnętrzną lub wewnętrzną część nogi.
Niskie kopnięcie ma na celu pozbawienie przeciwnika równowagi i tym samym zyskania chwilowej przewagi. Wielokrotnie zadane może nawet doprowadzić do stanu, w którym rywal nie będzie zdolny do ustania na nodze - a tym samym kontynuowania walki. Stąd jest to częsta technika kończąca np. w kyokushin, boksie tajskim czy K-1.
Istnieje kilka rodzajów kopnięć w nogi: 
- okrężne (roundhouse kick) i półokrężne (semicircular kick),
- "zrównoważone", czyli przy minimalnym odchyleniu tułowia (kopnięcie prostą nogą - stick kick, kopnięcie po łuku - crescent kick),
- kopnięcia po linii prostej (kopnięcie frontalne i boczne),
- kopnięcia hakowe (hook kick),

W kick-boxingu regulaminy dopuszczają jedynie kopnięcia okrężne lub półokrężne w nogi i tych kopnięć dotyczy najczęściej określenie low kick.

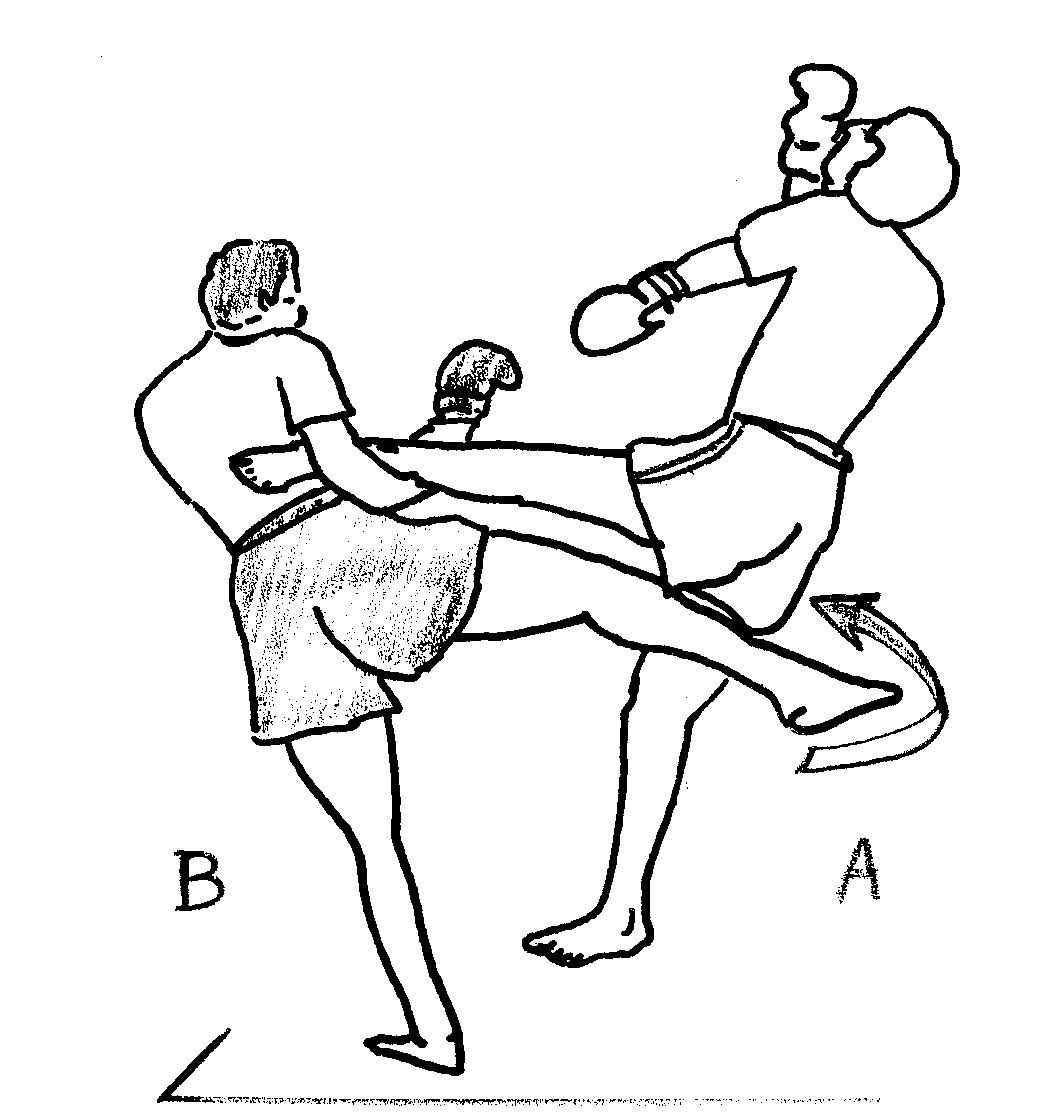
Kontratak kopnięciem okrężnym w nogę podporową, po uchwyceniu drugiej nogi.
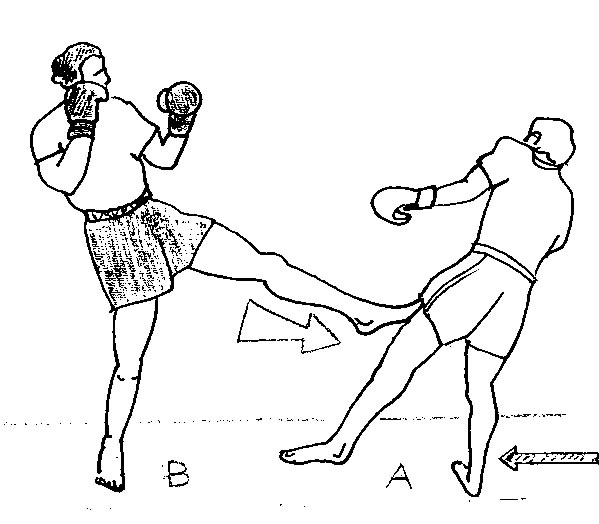
Atak kopnięciem frontalnym w udo.
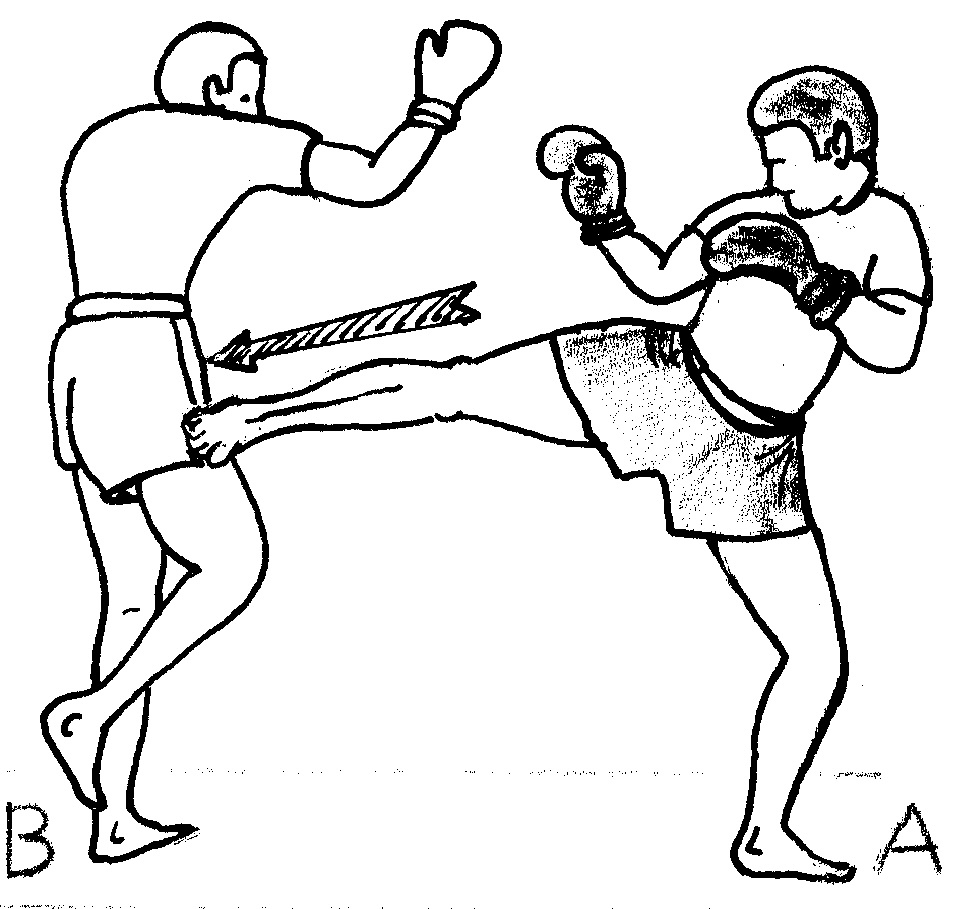
Kopnięcie boczne.